# Nadezhda Ryashkina
Nadezhda Ryashkina (née le 22 janvier 1967 à Sokol) est une athlète russe, spécialiste de la marche. Elle mesure 1,61 m pour 48 kg.

## Biographie
Spécialiste du 10 000 m marche, elle bat le record du monde de la discipline en 41 min 56 s 23, le 24 juillet 1990 à Seattle, lors des Goodwill Games.

### Palmarès
| Date | Compétition                    | Lieu      | Résultat | Épreuve         | Performance    |
| ---- | ------------------------------ | --------- | -------- | --------------- | -------------- |
| 1989 | Championnats du monde en salle | Budapest  | 4e       | 3 000 m marche  | 12 min 12 s 98 |
| 1990 | Goodwill Games                 | Seattle   | 1re      | 10 000 m marche | 41 min 56 s 23 |
| 1998 | Goodwill Games                 | Uniondale | 2e       | 10 000 m marche | 44 min 25 s 99 |